# As Veias Abertas da América Latina
As Veias Abertas da América Latina (em castelhano:  Las venas abiertas de América Latina) é um livro do escritor e jornalista uruguaio Eduardo Galeano.

## Sinopse
No livro, de 1971, Galeano analisa a história da América Latina desde o período da colonização europeia até a Idade Contemporânea, argumentando contra a exploração econômica e a dominação política do continente, primeiramente pelos europeus e seus descendentes e, mais tarde, pelos Estados Unidos. A exploração do continente foi acompanhada de constante derramamento de sangue indígena. Devido à exposição de eventos de grande impacto para o conhecimento da história do continente, o livro foi banido na Argentina, Brasil, Chile e Uruguai durante as ditaduras militares destes países. Anos depois, o autor afirmaria que "pretendia ser um livro de economia política, mas eu não tinha o treinamento e o preparo necessário" ao escrevê-lo, garantindo posteriormente que não lamentava tê-lo escrito e que já era "uma etapa passada".

## Recepção
O livro foi extremamente popular entre movimentos de esquerda na América Latina. A obra foi definida como a "bíblia da esquerda", embora o autor do livro diria que ele "não seria capaz de reler esse livro" porque para ele "essa prosa da esquerda tradicional é extremamente árida". A popularidade da obra a tornou frequente objeto de estudo universitários em cursos de história, sociologia, antropologia, economia e geografia. Questões de vestibular já exigiram a análise das teses do livro.
O livro foi publicado em português pela primeira vez em 1978 - sete anos depois da publicação original - e trinta anos depois, As Veias Abertas da América Latina alcançou a 48ª edição brasileira. Dados da editora, afirmam que até 2008, a obra vendia 3 mil a 5 mil exemplares por ano. No Brasil,  a obra sofreu diferentes apropriações na historiografia, no mercado editorial e nos discursos sobre a América Latina. Inicialmente vinculado a resistências às Ditaduras Militares nas décadas de 1970 e 1980, com a Redemocratização, As Veias Abertas da América Latina passou também a significar a luta contra o Neoliberalismo na década de 1990.
O presidente da Venezuela Hugo Chávez deu uma cópia do livro de presente ao presidente estadunidense Barack Obama durante a 5ª Cúpula das Américas. As vendas do livro aumentaram drasticamente desde então. Um dia antes do evento, o livro estava na posição de número 54,295 dos livros mais populares do site Amazon.com, mas no dia seguinte já estava na segunda posição. O autor do livro diria a esse respeito: “Nem Obama nem Chávez entenderiam o texto ... Ele [Chávez] deu a Obama com a melhor intenção do mundo, mas deu a Obama um livro em uma língua que ele não conhece. Então, foi um gesto generoso, mas um pouco cruel".